# Прістлі (місячний кратер)
Кра́тер Прі́стлі (лат. Priestley) — великий стародавній метеоритний кратер у південній півкулі зворотного боку Місяця. Назву присвоєно на честь британського хіміка Джозефа Прістлі (1733—1804) й затверджено Міжнародним астрономічним союзом у 1970 році. Утворення кратера відбулося у нектарському періоді.

## Опис кратера
Найближчими сусідами кратера є кратер Куглер на північному заході; кратер Кассегрен на півночі північному сході; кратер Кімура на сході; кратер Ван Вейк на південному сході і кратер Чемберлін D на заході південному заході. На південному заході від кратера знаходиться Долина Шредінгера. Селенографічні координати центру кратера 56°43′ пд. ш. 108°28′ сх. д. / 56.71° пд. ш. 108.47° сх. д., діаметр 54,9 км, глибина 2,4 км.
Кратер має форму, близьку до циркулярної з невеликою впадиною у південній частині та є помірно зруйнований. Вал згладжений, але зберіг достатньо чіткі обриси, північна північно-західна частина валу перекрита примітним сателітним кратером Прістлі X. Внутрішній схил валу є нерівномірним за шириною, мінімальну ширину вал має у південно-східній частині. Південно-західна частина внутрішнього схилу відзначена примітним маленьким чашоподібним кратером. Висота валу над навколишньою місцевістю сягає 1140 м, об'єм кратера становить приблизно 2200 км3. Дно чаші є рівним, ймовірно затоплене лавою, без помітних структур.
На південному заході від кратера знаходиться велика зона з низьким альбедо, у минулому затоплена лавою.

## Сателітні кратери
| Прістлі | Координати                                                  | Діаметр, км |
| ------- | ----------------------------------------------------------- | ----------- |
| K       | 58°58′ пд. ш. 110°25′ сх. д. / 58.96° пд. ш. 110.41° сх. д. | 33,7        |
| X       | 55°56′ пд. ш. 107°52′ сх. д. / 55.93° пд. ш. 107.87° сх. д. | 18,8        |

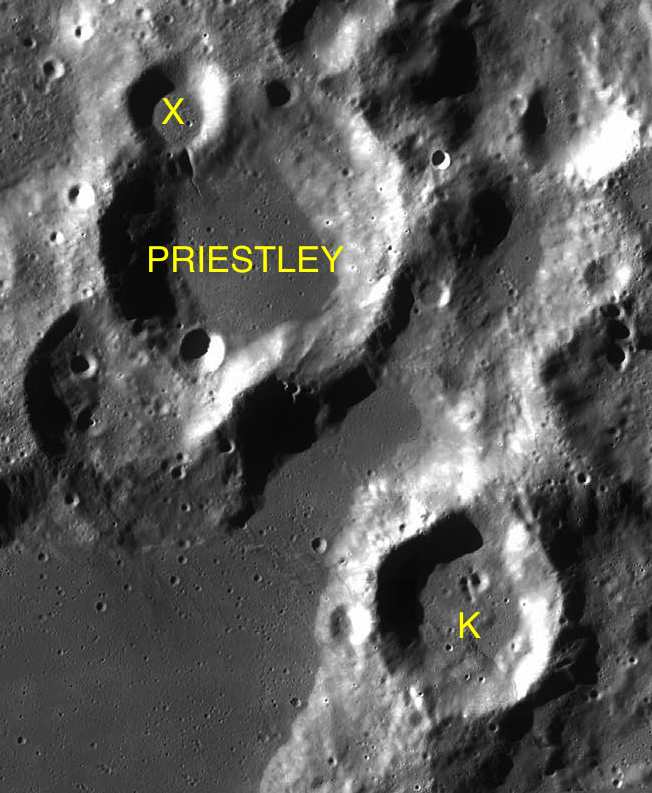
Фрагмент vfgb LAC-130

- Утворення сателітного кратера Прістлі K відбулося у нектарському періоді[1].